# Serguéi Monia
Serguéi Aleksándrovich Monia, en ruso Серге́й Алекса́ндрович Мо́ня (nacido el 15 de abril de 1983 en Sarátov, RSFS de Rusia, Unión Soviética, actual Rusia) es un jugador ruso de baloncesto que pertenece a la plantilla del Zenit de San Petersburgo de la VTB United League.

## Carrera
Antes de llegar a la NBA, estuvo jugando en el CSKA Moscú, donde ganó dos ligas y jugó dos Euroligas. 
Fue elegido por Portland Trail Blazers en el puesto 23 de primera ronda del draft de la NBA de 2004. 
Debutó en la temporada 2005-06 con los Blazers, donde promedió 3,3 puntos y 2,2 rebotes en 23 partidos. El 23 de febrero de 2006, el ruso fue traspasado, junto a Vitali Potapenko, a Sacramento Kings a cambio de Brian Skinner en un trade que involucró a 4 equipos.
Con Sacramento sólo disputó tres partidos en los que apenas tuvo minutos, de modo que fue cortado el 28 de julio de 2006. En dicho verano firmó por el Dinamo Moscú.
Monia también es miembro de la selección rusa.
En 2011 firma con el Khimki BC.